# Benquet
Pour les articles homonymes, voir Benquet (homonymie).
Benquet (prononcé [bɛ̃kɛ] ; Benquèth en gascon) est une commune du Sud-Ouest de la France, située dans le département des Landes (région Nouvelle-Aquitaine).
Ses habitants sont appelés les Benquetois.

## Géographie

### Localisation
Benquet se situe à 8 km au sud de Mont-de-Marsan, dans le pays de Marsan, marquant la transition entre la Haute Lande et la région agricole de la Chalosse.

### Communes limitrophes
Les communes limitrophes sont  Bas-Mauco, Bretagne-de-Marsan, Haut-Mauco, Saint-Maurice-sur-Adour, Saint-Pierre-du-Mont et Saint-Sever.
Les six communes limitrophes sont :
|            | Saint Pierre-du-Mont |                         |
| Haut-Mauco | Benquet              | Bretagne-de-Marsan      |
| Bas-Mauco  | Saint-Sever          | Saint-Maurice-sur-Adour |

### Hydrographie
Situé dans le bassin versant de l'Adour, le territoire de la commune est traversé par les ruisseaux de Saint-Jean (qui prend le nom de ruisseau de Saint-Christau en traversant la commune) et du Pesqué, affluents droit de l'Adour. Le ruisseau de Lagralote, tributaire droit du ruisseau de Saint-Jean, est également présent sur la commune. Une retenue collinaire est aménagée au début des années 1980 par des exploitants agricoles au sud-ouest de la commune sur le ruisseau de Saint-Christau, donnant naissance au lac artificiel de Saint-Christau d'une superficie de 40 hectares, dont une partie empiète sur le territoire de la commune limitrophe de Bas-Mauco.

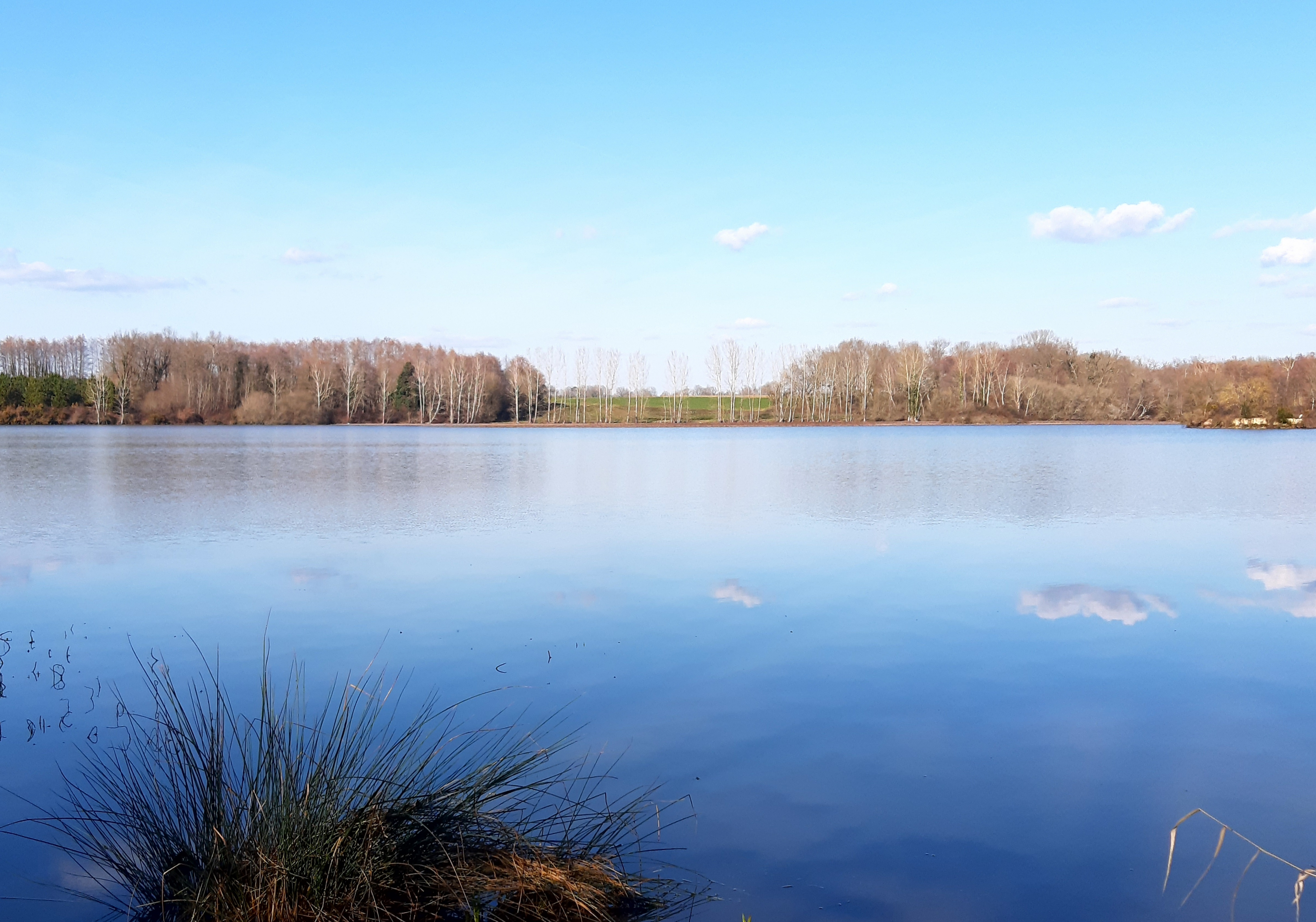
Lac de Saint-Christau
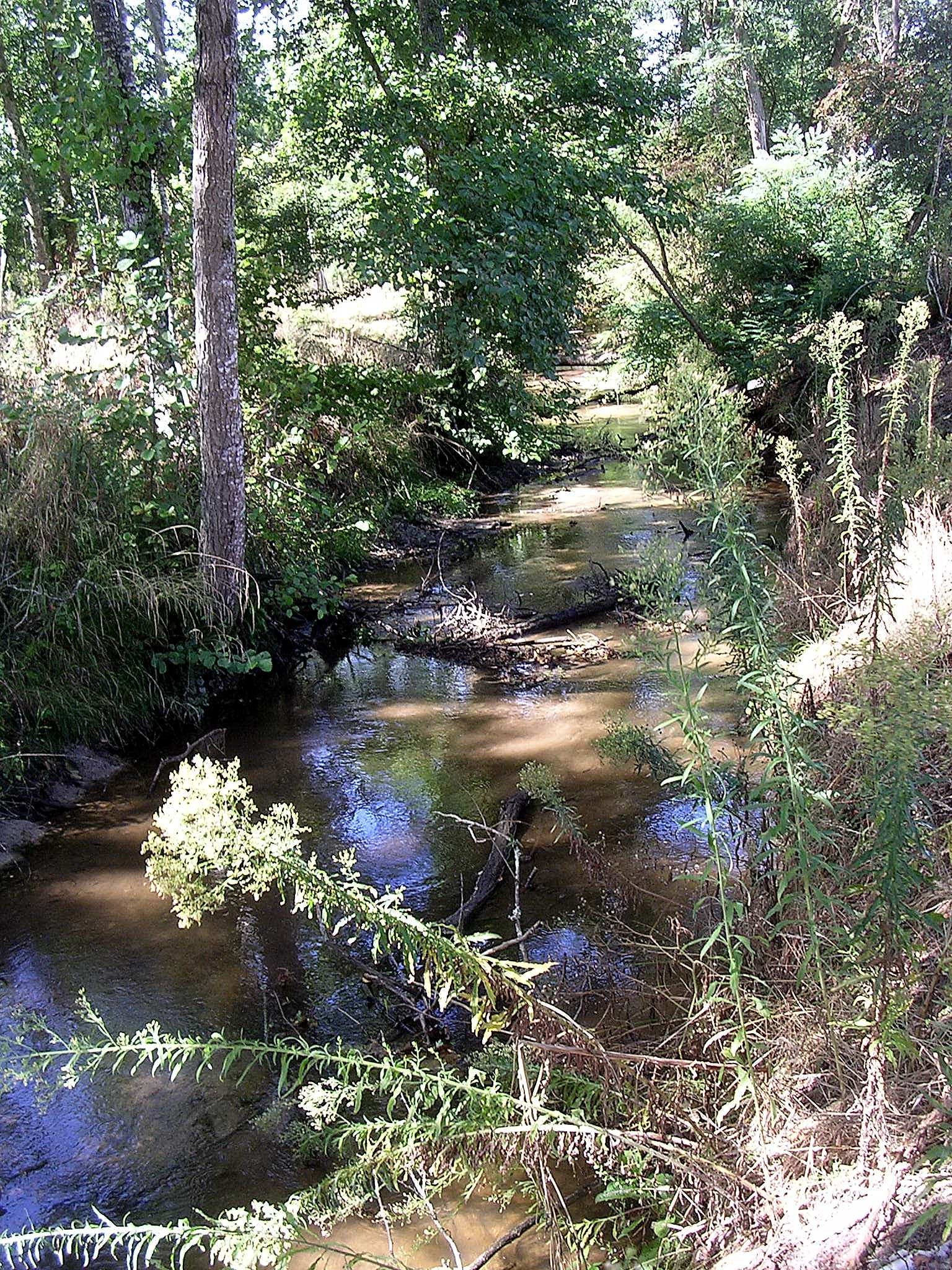
Ruisseau Saint-Jean traversant la commune de Benquet
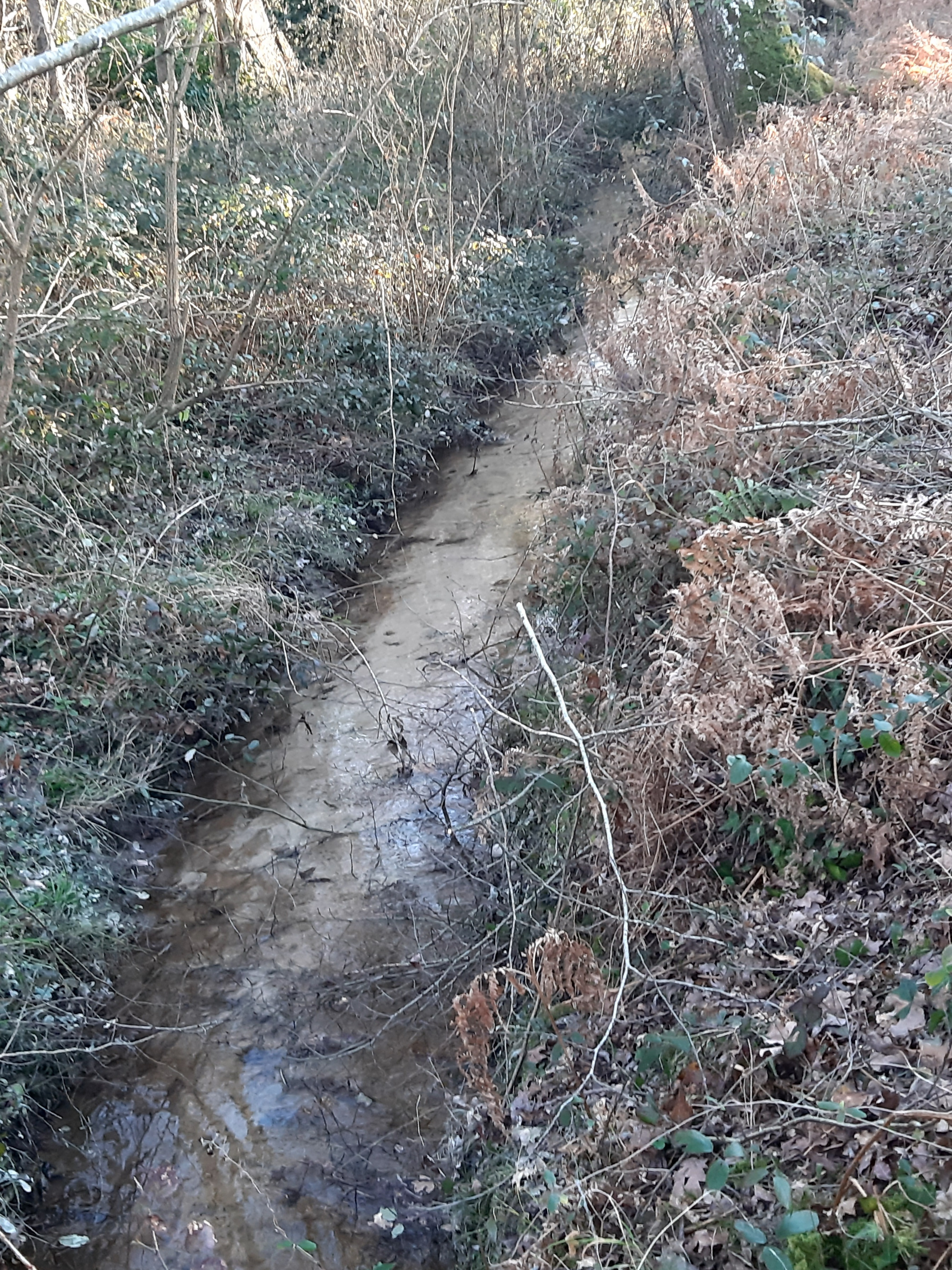
Ruisseau Lagralote, affluent du ruisseau du Bos (ici au lieudit Malpé)

### Climat
Le climat qui caractérise la commune est qualifié, en 2010, de « climat océanique altéré », selon la typologie des climats de la France qui compte alors huit grands types de climats en métropole. En 2020, la commune ressort du même type de climat dans la classification établie par Météo-France, qui ne compte désormais, en première approche, que cinq grands types de climats en métropole. Il s’agit d’une zone de transition entre le climat océanique et les climats de montagne et le climat semi-continental. Les écarts de température entre hiver et été augmentent avec l'éloignement de la mer. La pluviométrie est plus faible qu'en bord de mer, sauf aux abords des reliefs.
Les paramètres climatiques qui ont permis d’établir la typologie de 2010 comportent six variables pour les températures et huit pour les précipitations, dont les valeurs correspondent à la normale 1971-2000. Les sept principales variables caractérisant la commune sont présentées dans l'encadré ci-après.
| Paramètres climatiques communaux sur la période 1971-2000 - Moyenne annuelle de température : 13,1 °C - Nombre de jours avec une température inférieure à −5 °C : 1,9 j - Nombre de jours avec une température supérieure à 30 °C : 6,9 j - Amplitude thermique annuelle : 14,4 °C - Cumuls annuels de précipitation : 1 019 mm - Nombre de jours de précipitation en janvier : 12 j - Nombre de jours de précipitation en juillet : 7,3 j |

Avec le changement climatique, ces variables ont évolué. Une étude réalisée en 2014 par la Direction générale de l'Énergie et du Climat complétée par des études régionales prévoit en effet que la température moyenne devrait croître et la pluviométrie moyenne baisser, avec toutefois de fortes variations régionales. La station météorologique de Météo-France installée sur la commune et mise en service en 1972 permet de connaître l'évolution des indicateurs météorologiques. Le tableau détaillé pour la période 1981-2010 est présenté ci-après.
| Mois                                  | jan.             | fév.           | mars            | avril         | mai           | juin        | jui.           | août           | sep.         | oct.          | nov.         | déc.            | année      |
| ------------------------------------- | ---------------- | -------------- | --------------- | ------------- | ------------- | ----------- | -------------- | -------------- | ------------ | ------------- | ------------ | --------------- | ---------- |
| Température minimale moyenne (°C)     | 1,7              | 2              | 3,9             | 6,1           | 10            | 13,1        | 14,9           | 14,7           | 11,7         | 9,1           | 4,9          | 2,4             | 7,9        |
| Température moyenne (°C)              | 6,1              | 7,1            | 9,9             | 12,1          | 15,9          | 19,1        | 21,1           | 21             | 18,3         | 14,6          | 9,5          | 6,6             | 13,5       |
| Température maximale moyenne (°C)     | 10,6             | 12,3           | 15,9            | 18            | 21,8          | 25          | 27,2           | 27,4           | 24,8         | 20,2          | 14,1         | 10,9            | 19,1       |
| Record de froid (°C) date du record   | −19,5 08.01.1985 | −11,5 12.02.12 | −11 01.03.05    | −4 04.04.1996 | −0,5 07.05.10 | 4 01.06.06  | 4,8 08.07.1978 | 5,5 29.08.1998 | 1,1 11.09.01 | −3 31.10.1997 | −10 17.11.07 | −12 25.12.01    | −19,5 1985 |
| Record de chaleur (°C) date du record | 22 13.01.1993    | 26 24.02.1990  | 28,5 21.03.1990 | 32 08.04.11   | 34,5 17.05.06 | 40 26.06.11 | 39,5 21.07.09  | 41 17.08.12    | 36 05.09.06  | 34,5 04.10.04 | 26 01.11.09  | 23,5 16.12.1989 | 41 2012    |
| Précipitations (mm)                   | 89,6             | 80,8           | 78,3            | 96,7          | 89,3          | 63          | 59,1           | 68,3           | 72,2         | 97,2          | 112,4        | 98,7            | 1 005,6    |

## Urbanisme

### Typologie
Au 1er janvier 2024, Benquet est catégorisée commune rurale à habitat dispersé, selon la nouvelle grille communale de densité à sept niveaux définie par l'Insee en 2022.
Elle est située hors unité urbaine. Par ailleurs la commune fait partie de l'aire d'attraction de Mont-de-Marsan, dont elle est une commune de la couronne,. Cette aire, qui regroupe 101 communes, est catégorisée dans les aires de 50 000 à moins de 200 000 habitants,.

### Occupation des sols

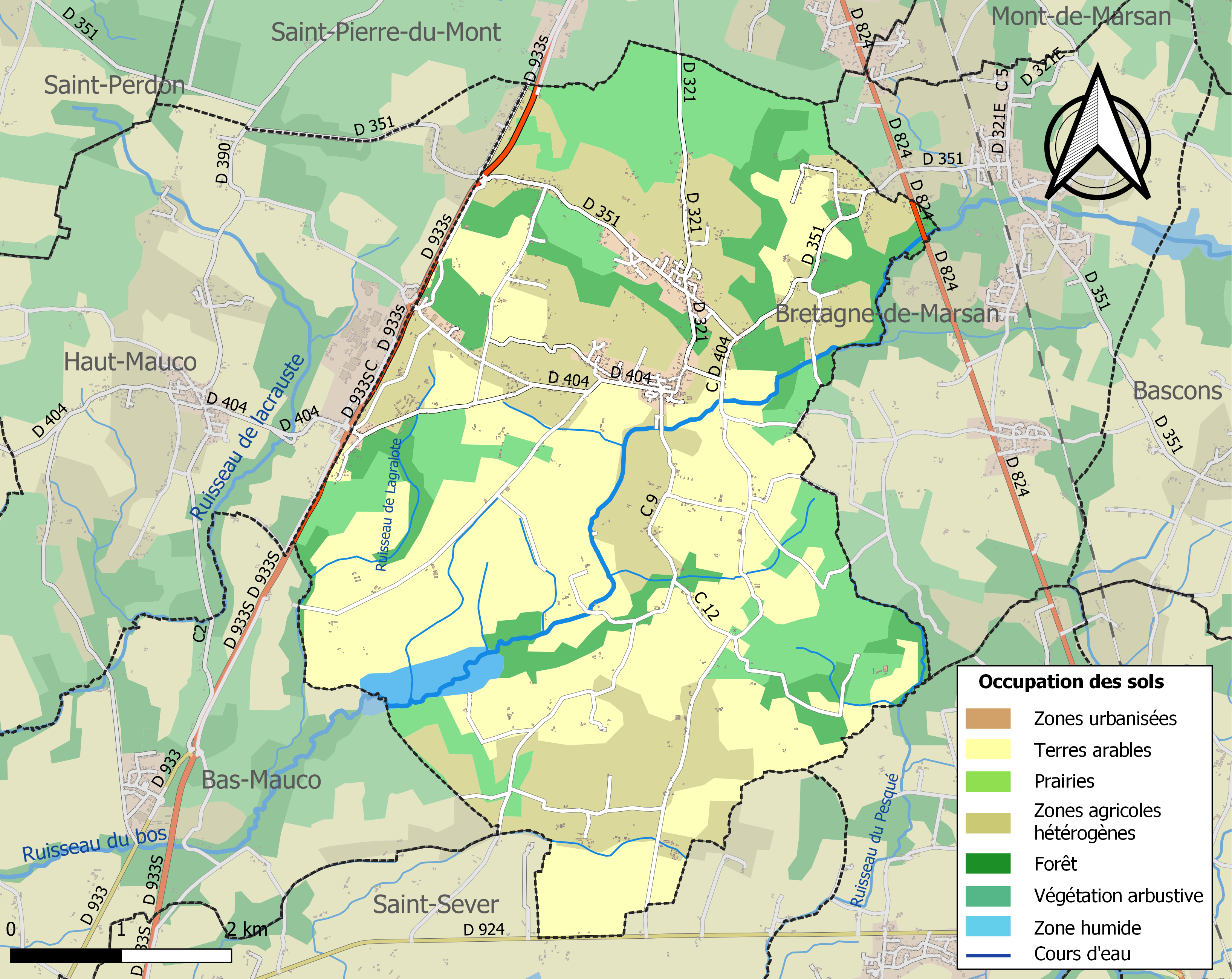
Carte des infrastructures et de l'occupation des sols de la commune en 2018 (CLC).

L'occupation des sols de la commune, telle qu'elle ressort de la base de données européenne d’occupation biophysique des sols Corine Land Cover (CLC), est marquée par l'importance des territoires agricoles (67,1 % en 2018), en augmentation par rapport à 1990 (64,6 %). La répartition détaillée en 2018 est la suivante :
terres arables (40,4 %), zones agricoles hétérogènes (26,7 %), milieux à végétation arbustive et/ou herbacée (16,7 %), forêts (12,4 %), zones urbanisées (2,5 %), eaux continentales (1,4 %). L'évolution de l’occupation des sols de la commune et de ses infrastructures peut être observée sur les différentes représentations cartographiques du territoire : la carte de Cassini (XVIIIe siècle), la carte d'état-major (1820-1866) et les cartes ou photos aériennes de l'IGN pour la période actuelle (1950 à aujourd'hui).

### Voies de communication et transports
La commune de Benquet est desservie par le réseau de transport en commun Transports Marsan Agglomération.

### Risques majeurs
Le territoire de la commune de Benquet est vulnérable à différents aléas naturels : météorologiques (tempête, orage, neige, grand froid, canicule ou sécheresse), feux de forêts, mouvements de terrains et séisme (sismicité faible). Un site publié par le BRGM permet d'évaluer simplement et rapidement les risques d'un bien localisé soit par son adresse soit par le numéro de sa parcelle.
Benquet est exposée au risque de feu de forêt. Depuis le 20 avril 2016, les départements de la Gironde, des Landes et de Lot-et-Garonne disposent d’un règlement interdépartemental de protection de la forêt contre les incendies. Ce règlement vise à mieux prévenir les incendies de forêt, à faciliter les interventions des services et à limiter les conséquences, que ce soit par le débroussaillement, la limitation de l’apport du feu ou la réglementation des activités en forêt. Il définit en particulier cinq niveaux de vigilance croissants auxquels sont associés différentes mesures,.
Les mouvements de terrains susceptibles de se produire sur la commune sont des tassements différentiels.

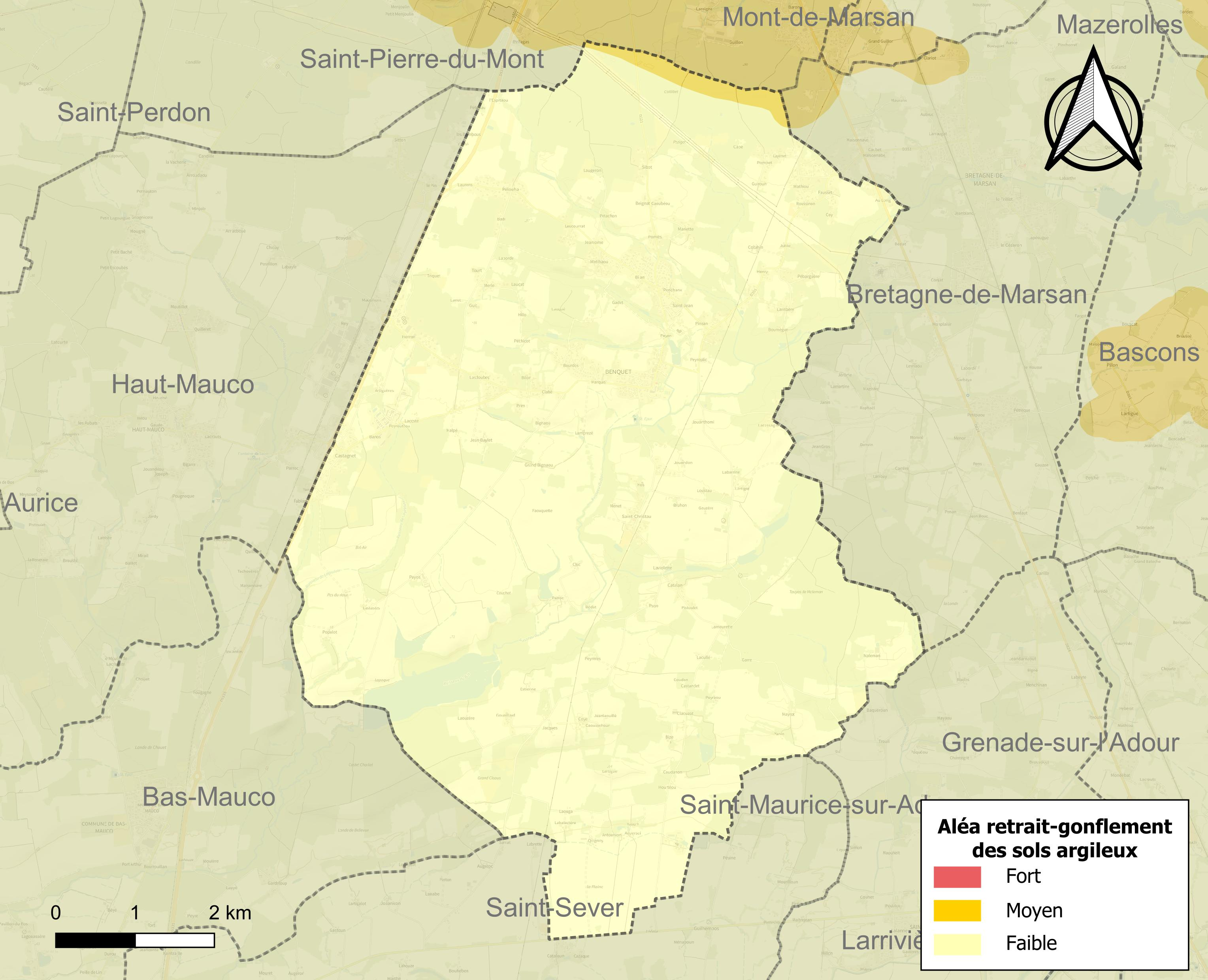
Carte des zones d'aléa retrait-gonflement des sols argileux de Benquet.

Le retrait-gonflement des sols argileux est susceptible d'engendrer des dommages importants aux bâtiments en cas d’alternance de périodes de sécheresse et de pluie. 0,9 % de la superficie communale est en aléa moyen ou fort (19,2 % au niveau départemental et 48,5 % au niveau national). Sur les 771 bâtiments dénombrés sur la commune en 2019, aucun n'est en aléa moyen ou fort, à comparer aux 17 % au niveau départemental et 54 % au niveau national. Une cartographie de l'exposition du territoire national au retrait gonflement des sols argileux est disponible sur le site du BRGM,.
La commune a été reconnue en état de catastrophe naturelle au titre des dommages causés par les inondations et coulées de boue survenues en 1993, 1999 et 2009 et par des mouvements de terrain en 1999

## Toponymie
C'est un dérivé de l'occitan benc, qui désigne soit une épine, une écharde, soit une aspérité. Deux solutions semblent possibles : soit un lieu épineux (avec suffixe collectif -et), soit un petit sommet pointu (avec suffixe diminutif).
Selon Michel Grosclaude, le nom désigne « une oseraie », un lieu planté d'osiers destinés à produire des liens. Du latin vincio, je lie, comme le terme gascon vencilh, lien. Le v se prononce partout [b], le suffixe –et, du latin –etum, désigne habituellement un collectif végétal, comme dans arboretum, ou dans Haget, Sanguinet, Cassanet, Bernet.

## Histoire

### Protohistoire
Pierre-Eudoxe Dubalen, prospectant sur la commune, y a trouvé des haches en silex datant du Néolithique ; le musée Dubalen à Mont-de-Marsan en possède une fort belle, ainsi qu'une hache bipenne perforée.

### Époque gallo-romaine
Les traces d'une station romaine attestent d'une présence humaine dès la Préhistoire et l'Antiquité.

### Formation
Le peuplement de Benquet et de ses environs, petite région de l'ancienne province de Gascogne située entre l'Adour et la Midouze, se structure essentiellement entre les VIe et XIVe siècles, autour des premières églises de la chrétienté, lesquelles forment les noyaux des futurs villages. Cette occupation du territoire s’opère localement du sud vers le nord, à partir des pays de l'Adour landais, en trois vagues successives qui, à Benquet, se matérialisent par les constructions suivantes :
- à partir du VIIe siècle, la christianisation est largement entamée, surtout à proximité de l’Adour. Une église mérovingienne dédiée à saint Christophe est probablement édifiée dans l'actuel quartier de Saint-Christau, qui est le berceau du village.
- le IXe siècle voit le triomphe du christianisme. L'abbaye de Saint-Sever voisine, fondée à la fin du Xe siècle, s'attache Benquet[24]. Le réseau paroissial s’étoffe. L'église Saint-Jean s’élève parmi d'autres dans les grands espaces vides laissés entre les églises primitives. Autour d’elles, l’habitat, les terroirs et les chemins s’organisent. Une motte castrale, appelée tuc en Gascogne, est élevée pour y établir la résidence du seigneur et assurer la surveillance de l’environnement afin de renforcer la sécurité des points de péages sur la transhumance. C’est le cas à Benquet.
- vers l’an mille, apparaît la dernière génération de paroisses dont le terroir est le plus souvent réduit : c'est le cas de Saint-Pé-d’Alis (ou Saint-Pedalis, Saint-Pé-d'Alys, Saint-Pé-d'Aris, signifiant Saint-Pierre-aux-Liens) à Benquet au quartier de la Chine. Elle disparaît au milieu du XVIIIe siècle. L’actuelle statue de saint Pierre perpétue son souvenir depuis 1894.

Au cours de l’Histoire, ces trois paroisses fusionnent successivement autour de Saint-Jean-Baptiste, l’église principale, pour ne plus former qu’une seule entité religieuse, préfigurant la physionomie du village actuel, qui acquiert le statut de commune à la Révolution française. La paroisse a, quant à elle, perdu son autonomie et Benquet n'est plus de nos jours qu'un simple « relais paroissial » de la paroisse Saint-Martin-du-Marsan, créée le 8 septembre 1996, et qui regroupe sept villages.
La tradition orale rapporte l’existence d’une église qui aurait brûlé. Celle-ci daterait du Xe siècle et se serait située au lieu-dit Pelouha, en bordure du chemin de Saint-Jacques-de-Compostelle. Au bourg de Benquet, la chapelle seigneuriale Notre-Dame-du-Bourg, attachée au Château-Vieux, est désacralisée en 1790. Elle est transformée en mairie et accueille également pendant des années l'école communale et un logement de fonction du garde champêtre et de l’instituteur.

### Guerre de Cent Ans
Benquet, et plus particulièrement La Plaine, garde la trace dans sa mémoire collective d'un combat, ou d'une simple échauffourée, qui aurait opposé pendant la guerre de Cent Ans des soldats français à des soldats d'occupation en Guyenne. Les cadavres anglais auraient été inhumés dans une parcelle, aujourd'hui plantée d'arbres, qui porte encore le nom de « Cimetière des Anglais ».

### Guerres de religion
Quand Martin Luther propose en 1517 à l'église catholique de se réformer, il déclenche des bouleversements dans toute l'Europe. La reine Marguerite de Navarre, qui séjourne souvent à Mont-de-Marsan, s'intéresse à ces nouvelles idées, qui sont propagées par des prédicants. Ainsi sont convertis dans les Landes des religieux, bourgeois, artisans, paysans, mais aussi des nobles, parmi lesquels Rolland de Chauveron, seigneur de Benquet.
En 1560, Jeanne d'Albret se convertit au protestantisme et par l’ordonnance du 19 juillet 1561, elle impose le calvinisme dans son royaume. La même année, la régente Catherine de Médicis charge Blaise de Monluc d'assurer l'ordre en Guyenne. En 1562, une bande armée de huguenots, menée par Montgomery, massacre des habitants de Saint-Christau et en saccagent l'église, qui sera reconstruite en 1563.
Il s'agit d'un exemple des prémices d'une longue guerre civile de 36 ans (1562-1598), qui se décompose en huit guerres de religion. La troisième d'entre elles est éprouvante pour les Landes. Catherine de Médicis interdit le culte réformé et confisque tous les domaines de Jeanne d'Albret. Les protestants sont battus à la bataille de Jarnac et à Bordeaux, 579 « hérétiques » sont condamnés à mort. Parmi eux se trouve Rolland de Chauveron, seigneur de Benquet.
En 1572, année du massacre de la Saint-Barthélemy, l'église Saint-Jean de Benquet est gravement endommagée par une bande armée huguenote et le prêtre Jean Pescay est assassiné.
En 1598, la signature de l'édit de Nantes par le roi de France Henri IV met un terme aux guerres de Religion. Celui-ci possédait à Benquet un pied-à-terre hérité de sa mère et dénommé Château-Vieux. Il en reste de nos jours une maison appartenant à un particulier. L'actuelle mairie de Benquet est l'ancienne chapelle du Château-Vieux.

### Les Cagots
Les civilisations génèrent parfois des catégories d'êtres humains relégués tout en bas de l'échelle sociale, frappés par la répulsion et le mépris. Ce fut le cas dans le Sud-Ouest de la France, du haut Moyen Âge jusqu'au XIXe siècle. Dans les Landes, au regard des limites administratives de l'actuel département, plus d'une centaine de villages eurent ainsi une communauté de « cagots », caste suspectée de porter la lèpre et reléguée tout en bas de la société, sans être totalement exclue, les cagots étant reconnus comme chrétiens.
Ce fut le cas à Benquet, mais la mémoire collective n'en garde pas le souvenir, signe qu'ils ont dû être assimilés relativement rapidement à la population. On retrouve cependant leur trace grâce à leur nom : comme ils sont souvent désignés par leur prénom et le nom de leur paroisse, on a pu retrouver, dans une douzaine de villages landais, des cagots benquetois, comme, en 1695, le mariage de Marie de Benquet à Baigts.
En 1714, on signale seulement à Benquet « deux maisons de crestians », sans autre précision. Certains toponymes apportent des informations, comme les lieudits Coy ou Coye, signifiant panier d'osier, laissant supposer que des communautés de cagots auraient pu vivre en ces lieux, les cagots étant spécialistes de la vannerie et du travail du bois. Le bois était en effet supposé ne pas transmettre la lèpre, d'où la possibilité laissée aux cagots d’exercer les métiers de charpentier, tonnelier, vannier ou fabricant de cercueils.

### La Révolution française
Le 9 mars 1789, les habitants de la baronnie de Benquet se réunissent « au sous de la cloche », probablement dans la première église Saint-Jean, pour exprimer dans un « cahier de paroisse » leurs « vœux et réclamations » en préparation de la convocation des États généraux, prévue le 5 mai 1789.
Le juge de Benquet étant absent, c'est un ancien, Jean Baignères, qui préside l'assemblée. Le procès-verbal est rédigé par le greffier Destenabes. Les chefs de feux, de nationalité française, et âgés de plus de vingt-cinq ans sont tous invités à participer ; les femmes qui sont chefs de famille sont aussi convoquées. Chacun figure dans le rôle nominatif des impôts et fait partie de la communauté benquetoise, composée alors de deux cent cinquante feux. Lecture est faite de la lettre envoyée de Versailles le 24 janvier, dans laquelle le roi Louis XVI ordonne la convocation des États généraux. Lecture est faite également du règlement annexe et de l'ordonnance du lieutenant général de la sénéchaussée, qui précisent toutes les dispositions à prendre.
Dans chaque paroisse comme Benquet, concernant les gens du tiers état, un cahier de paroisse est rédigé. Tous les cahiers de paroisses de la sénéchaussée sont apportés le lendemain 10 mars à Saint-Sever par trois représentants élus pour être fondus en un seul cahier de doléances. À Benquet, ceux qui savent écrire apposent leur signature sur le document. Les trois premiers notables se voient confier le cahier de paroisse, mais son contenu ne nous est pas connu.

### L'école publique
En 1790, le culte est interdit, et la chapelle Notre-Dame du Bourg est désacralisée. On y installe la mairie, qui l'occupe toujours, et une école publique. En 1824, le conseil municipal envisage de démolir l'édifice en mauvais état pour des raisons de sécurité, et de réutiliser les matériaux pour la construction d'une « maison commune », comportant aussi le logement de fonction de l'instituteur et une prison. Le préfet n'ayant pas donné suite à cette demande, on suppose que des travaux de réhabilitation ont résolu le problème. En 1830, le maire, « frappé des graves inconvénients qui résultent de la réunion des garçons et des filles dans une même école », demande aux religieuses d'ouvrir une école de filles dans leur petite maison. Il envisage aussi d'agrandir l'école existante et de développer la gratuité de l'enseignement. Ainsi, en 1832, Benquet compte 12 élèves « payants » mais aussi sans doute 70 élèves « gratuits », sur une population de 400 habitants. En 1835, décision est prise d'entretenir une école primaire élémentaire et de l'installer dans l'ancienne chapelle, de même que le logement de l'instituteur. Celui-ci perçoit 200 francs par an mais une participation est demandée aux familles. En 1867, l'école publique de garçons compte 55 élèves dont deux obtiennent le certificat d'études primaires créé un an plus tôt sous l'impulsion de Victor Duruy. En 1881-1882, les lois Jules Ferry imposent l'école laïque, gratuite et obligatoire, nécessitant d'agrandir l'école. En 1910, une école de filles et la maison de l'instituteur (l'actuelle médiathèque) sont construites, une troisième classe est créée en 1935 puis une quatrième en 1958, en partageant en deux la première classe à l'étage de la mairie. En 1979, un ensemble scolaire plus moderne est bâti, ce qui permettra à la mairie d'investir l'intégralité de l'ancienne chapelle.

### Second Empire
Le 20 et 21 décembre 1851, les Français acceptent par plébiscite les réformes du « prince-président » Louis-Napoléon Bonaparte, ratifiant le coup d'État du 2 décembre 1851. La Constitution de 1852, promulguée le 14 janvier 1852, jette les bases du Second Empire. L'adhésion se manifeste à Benquet par le texte suivant, qui lui est adressé par le conseil municipal du 18 janvier 1852 sous le mandat du maire Guillaume Labayle :
« Monsieur le Prince Louis Napoléon Bonaparte, Président de la République Française,

L'enthousiasme avec lequel la fête Nationale du 11 courant a été célébrée dans toute l'étendue de la France prouve à la fois la sincérité du vote des 20 et 21 décembre et la profonde reconnaissance que la nation entière a pour l'immense service que vous lui avez rendu. La religion protégée, la propriété respectée, les liens sacrés de la famille assurés, le hideux socialisme enfin à jamais vaincu, tel est, Prince, le prix de votre noble et courageuse entreprise ! Persévérez, Prince, dans la voie que vous vous êtes tracée et la France, grâce à vous, va enfin redevenir la puissance protectrice des nations civilisées !

Les membres du Conseil Municipal de la commune de Benquet, en vous adressant l'expression de leur chaleureuse adhésion, vous prient d'agréer l'assurance de leur loyal concours pour la réalisation de vos grands projets et celle de leurs respectueux sentiments. »
Louis Napoléon Bonaparte annonce la même année son intention de rétablir l'empire héréditaire et de prendre le nom de Napoléon III. Cela est favorablement accueilli à Benquet, où une nouvelle « adresse » est rédigée à l'attention du Prince le 14 septembre 1852. Des avatars et un désastre marquent la fin du Second Empire, mais le département des Landes garde aussi en mémoire l'œuvre d'assainissement et de mise en valeur de son territoire voulue par la loi du 19 juin 1857.

### Seconde Guerre mondiale

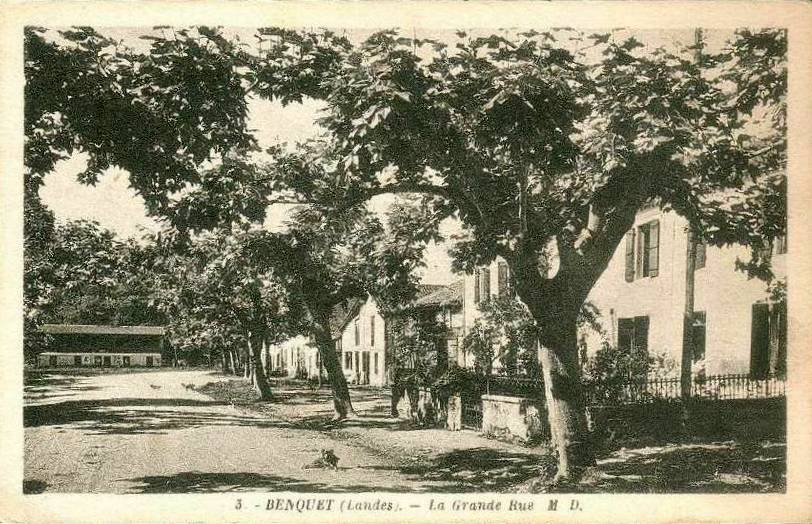
Photo ancienne de la Grande Rue (actuelle avenue de l'Alsace)

Le 3 septembre 1939, la Grande-Bretagne et la France déclarent la guerre à l'Allemagne nazie. Le soir même commence l'évacuation de la population civile d'Alsace vers des régions plus éloignées, notamment du Sud-Ouest de la France. Les Landes deviennent la destination d'une partie de la population du Haut-Rhin, soit 50 000 habitants, dont 319 en provenance de Muespach-le-Haut, accompagnés de leur curé. Ces derniers rejoignent la gare de Dannemarie, à 20 km de chez eux, où ils attendent sept jours le départ du convoi de wagons de marchandises, car les trains militaires sont prioritaires. Le voyage à travers le centre de la France par des voies secondaires dure quatre jours. Ils arrivent enfin en gare de Grenade-sur-l'Adour (sur la ligne de Morcenx à Bagnères-de-Bigorre) avant d'être dirigés sur Benquet par convoi militaire.
La municipalité a entretemps été avertie par la préfecture des Landes. Elle est chargée d'organiser leur hébergement. Le maire M. Labayle et son secrétaire, le garde champêtre M. Tauzin, l'« intendant des réfugiés » M. Jean-Baptiste Barrère déploient de gros efforts mais tous les réfugiés ne sont pas logés la première nuit. Les platanes du bourg et les loges des vaches des arènes en abritent un certain nombre. Par la suite, après la réquisition de maisons ou pièces vides en plus ou moins bon état et par la solidarité des Benquetois, les 82 familles sont toutes hébergées dans un confort relatif, parfois à plusieurs dans une même pièce, des tentures faisant office de cloisons.
La vie s'organise progressivement malgré la différence de dialectes et de genres de vie. Les hommes valides et non mobilisés sont employés dans des fermes ou des entreprises de Mont-de-Marsan. Les jeunes de 17 à 20 ans sont réquisitionnés à la poudrerie de Saint-Médard-en-Jalles. L'intendant, mandaté par les autorités, gère les finances des réfugiés (dotations de l'État, frais de réparation des logements, etc.). Une année passe, marquée par la drôle de guerre, l'effondrement des armées françaises en juin 1940, la demande d’armistice du maréchal Pétain, le départ à Londres du général de Gaulle et son appel du 18 Juin, la signature de l'armistice du 22 juin 1940, la fin de la Troisième République. Durant cette période, la population alsacienne réfugiée à Benquet enregistre deux mariages, quatre naissances et trois décès.
Le retour en Alsace a lieu en septembre 1940. Beaucoup d'Alsaciens ont alors la douleur de constater que leurs maisons ont été pillées par les différentes troupes qui y ont séjourné et que leur région a été intégrée au Troisième Reich et germanisée. Benquet se situe quant à elle en zone libre jusqu'au 11 novembre 1942.

## Politique et administration

### Cantons
La commune de Benquet est rattachée successivement aux cantons de :
- 1793 : Grenade-sur-l'Adour ;
- 1948 : Mont-de-Marsan ;
- 1973 : Mont-de-Marsan-Sud.

### Liste des maires
| Période                                  | Période  | Identité                                     | Étiquette | Qualité                                                  |
| ---------------------------------------- | -------- | -------------------------------------------- | --------- | -------------------------------------------------------- |
| 1944                                     | 1945     | Ferdinand Laylan[réf. nécessaire]            |           |                                                          |
| 1945                                     | 1947     | Charles Cabé[réf. nécessaire]                |           |                                                          |
| 1947                                     | 1953     | Maurice de Laurens-Castelet[réf. nécessaire] |           |                                                          |
| 1953                                     | 1965     | Maurice Lamothe[réf. nécessaire]             |           |                                                          |
| 1965                                     | 1971     | Jean Benderitter                             |           | Médecin militaire                                        |
| 1971                                     | 2001     | Roland Clavé                                 |           | Retraité de l'équipement                                 |
| 2001                                     | En cours | Pierre Mallet Réélu pour le mandat 2020-2026 | MoDem     | Exploitant agricole Conseiller départemental (2015-2021) |
| Les données manquantes sont à compléter. |          |                                              |           |                                                          |

### Jumelages
Muespach-le-Haut (France), en souvenir des Alsaciens qui ont trouvé refuge dans le village landais dans le cadre de l'évacuation des civils au début de la Seconde Guerre mondiale. Deux cérémonies de jumelage ont lieu, respectivement le 14 juillet 1980 à Benquet et le 2 août 1981 à Muespach-le-Haut. Les retrouvailles quarante ans après les faits ont permis de tisser des liens d'amitié transmis aux générations suivantes. Celle-ci est devenue une véritable institution dans 35 communes des Landes.

## Population et société

### Démographie
L'évolution du nombre d'habitants est connue à travers les recensements de la population effectués dans la commune depuis 1793. Pour les communes de moins de 10 000 habitants, une enquête de recensement portant sur toute la population est réalisée tous les cinq ans, les populations de référence des années intermédiaires étant quant à elles estimées par interpolation ou extrapolation. Pour la commune, le premier recensement exhaustif entrant dans le cadre du nouveau dispositif a été réalisé en 2004.

En 2022, la commune comptait 1 913 habitants, en évolution de +12,79 % par rapport à 2016 (Landes : +5,78 %, France hors Mayotte : +2,11 %).
| 1793  | 1800  | 1806 | 1821  | 1831  | 1836  | 1841  | 1846  | 1851  |
| ----- | ----- | ---- | ----- | ----- | ----- | ----- | ----- | ----- |
| 1 470 | 1 281 | 940  | 1 243 | 1 288 | 1 280 | 1 238 | 1 304 | 1 284 |

| 1856  | 1861  | 1866  | 1872  | 1876  | 1881  | 1886  | 1891  | 1896  |
| ----- | ----- | ----- | ----- | ----- | ----- | ----- | ----- | ----- |
| 1 246 | 1 183 | 1 222 | 1 155 | 1 173 | 1 155 | 1 134 | 1 096 | 1 054 |

| 1901  | 1906  | 1911  | 1921 | 1926 | 1931 | 1936 | 1946 | 1954 |
| ----- | ----- | ----- | ---- | ---- | ---- | ---- | ---- | ---- |
| 1 016 | 1 039 | 1 036 | 907  | 875  | 832  | 803  | 801  | 867  |

| 1962 | 1968 | 1975  | 1982  | 1990  | 1999  | 2004  | 2006  | 2009  |
| ---- | ---- | ----- | ----- | ----- | ----- | ----- | ----- | ----- |
| 858  | 828  | 1 039 | 1 154 | 1 240 | 1 291 | 1 388 | 1 405 | 1 471 |

| 2014  | 2019  | 2022  | - | - | - | - | - | - |
| ----- | ----- | ----- | - | - | - | - | - | - |
| 1 618 | 1 832 | 1 913 | - | - | - | - | - | - |

### Manifestations culturelles et festivités
- Festival de musique Atout Cœurs chaque année pour l'Ascension. Sa première édition a eu lieu en 2002.
- Fêtes de Benquet : deuxième dimanche de juillet.

## Économie
La population traditionnelle vit de l'agriculture. Après une lente diminution jusqu'à la fin des années 1960, la démographie connaît un nouveau dynamisme liée à la rurbanisation. Une part grandissante de la population vit ainsi à Benquet mais dépendant économiquement de Mont-de-Marsan.
L'Institut national de la recherche agronomique possède une unité expérimentale de palmipèdes à foie gras dans le quartier d'Artiguères dont la mission porte sur la recherche en génétique, reproduction, comportement, élevage et gavage des palmipèdes.

### Métayage d'antan
Le métayage est un bail rural créant une association entre le propriétaire foncier (appelé « colon »), qui apporte les terres, et un cultivateur, fournissant son travail. En 1914, ce mode est encore le plus répandu dans treize départements français, les Landes en tête avec 20 000 métairies. En 1939, 70 % des exploitations landaises sont dans le même cas. Très divers, les baux sont généralement moins durs pour les métayers de la Landes forestière que dans la Chalosse agricole. Par exemple, le 11 novembre 1818 est signé à Benquet un « bail à faisandise » de trois ans, devant le notaire Dupouy de Mont-de-Marsan. Le contrat stipule le prélèvement de la dîme, soit le dixième des produits de l'exploitation. Initialement versée au clergé avant le partage et le paiement au colon, elle avait été supprimée par la Révolution française, mais maintenue par certains propriétaires à leur profit.
Toujours à Benquet, le 11 novembre 1898, jour de la Saint-Martin, souvent choisi comme échéance, on peut lire :
« Conditions de tenir par le colon : à la charge du colon l'entretien de la cabane, des claies et des barrières tournantes, le curage des rigoles, 1/3 chaque année, reporter et étendre la terre des rigoles sur le champ comme il est d'usage et curer tous les ans le ruisseau qui traverse la prairie. Les récoltes ci-après seront partagées aux 2/5 : seigle, froment, maïs, panis, haricots, pommes de terre, lin et chaume. Les châtaignes, pommes de pommier, foin à moitié. Il est défendu de vendre du bois et de la paille de seigle, cette dernière sera consommée dans la propriété. Les thuies coupées dans le courant de l'année devront être enlevées au 1er mai.

Redevances :
- un jambon à deux tétons de 20 kg au moins ou 20 francs en argent ;
- deux paires de poulets, trois paires de poulardes, deux paires de chapons, cinq douzaines d'œufs, quatre oies avec plumes ;
- s'il tient des canards ou dindons, il sera redevable d'une tête de chaque espèce. S'il en tient plus de huit, il sera redevable de deux têtes de chaque espèce ;
- le métayer devra, en outre, faire quatre journées de travail avec les bœufs pour son maître en cas de besoin. »

.
Ce dernier alinéa concerne une prestation en nature que les métayers appellent « corvées », réminiscence de l'Ancien Régime très mal vécue. Sur réquisition du maître, elles peuvent également concerner des travaux de charrois, filage de textile, lessives, etc. En 1937, la fédération SFIO des Landes demande la suppression du métayage et une loi sur le fermage, mais en raison de la Seconde Guerre mondiale et de l'occupation, ce n'est que le 13 avril 1946 que l'Assemblée constituante, sur le rapport du député landais SFIO Charles Lamarque Cando, vote la loi sur le statut du fermage et du métayage. Les 3/4 des métayers demandent aussitôt à devenir fermiers. Il faudra attendre 1981 pour la suppression totale du métayage.

### Agriculture moderne
De nos jours, l'économie du village est toujours dominée par l'agriculture, incluant polyculture (maïs essentiellement), sylviculture, élevage de porcs, de bœufs, de canards, de volailles et d'oies, production de foie gras, d'asperges, de kiwis, vente directe à la ferme.
Dans le sillage d'Henri Pedelucq, qui a été le premier à introduire et expérimenter le kiwi dans le Bassin de l'Adour en 1965, M. Lafargue est un des pionniers de ce fruit dans les Landes et sera le premier à l'acclimater à Benquet au début des années 1970. La commune accueille également la station expérimentale d'Artigères des palmipèdes à foie gras, dépendant de l'INRA. Le territoire de la commune de Benquet se situe dans le périmètre des Indications géographiques protégées suivantes :
- « Asperge des Sables des Landes »[45] ;
- « Bœuf de Bazas »[46] ;
- « Bœuf de Chalosse »[47] ;
- « Canard à foie gras du sud-ouest »[48] ;
- « Jambon de Bayonne »[49] (zone de production des porcs) ;
- « Kiwi de l'Adour »[50] ;
- « Volailles de Gascogne »[51] ;
- « Volailles des Landes »[52].
- Oie d'Artiguères : production de la station expérimentale de l'oie de l'Institut national de la recherche agronomique à Artiguères[53]

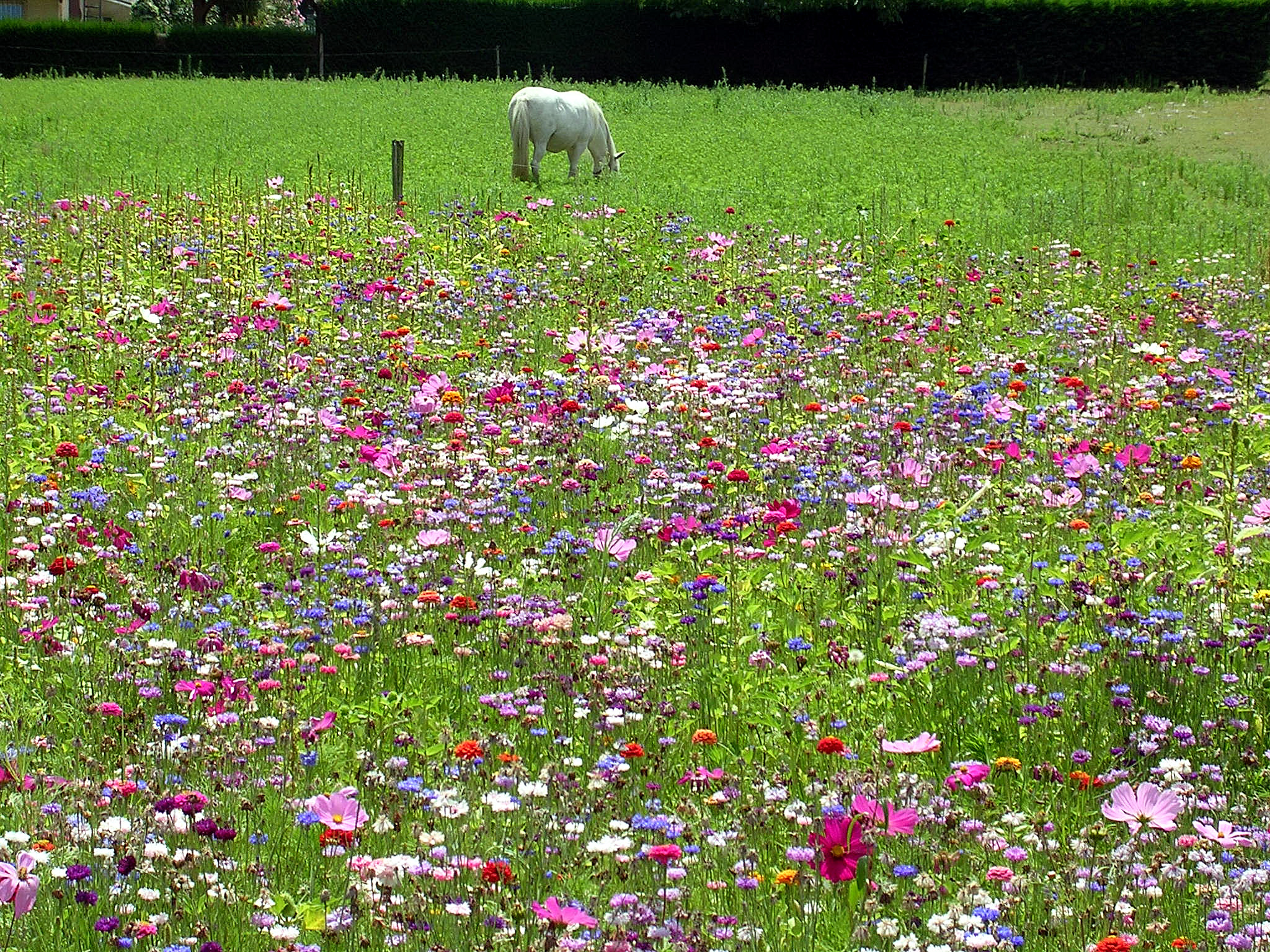
Jachère fleurie.
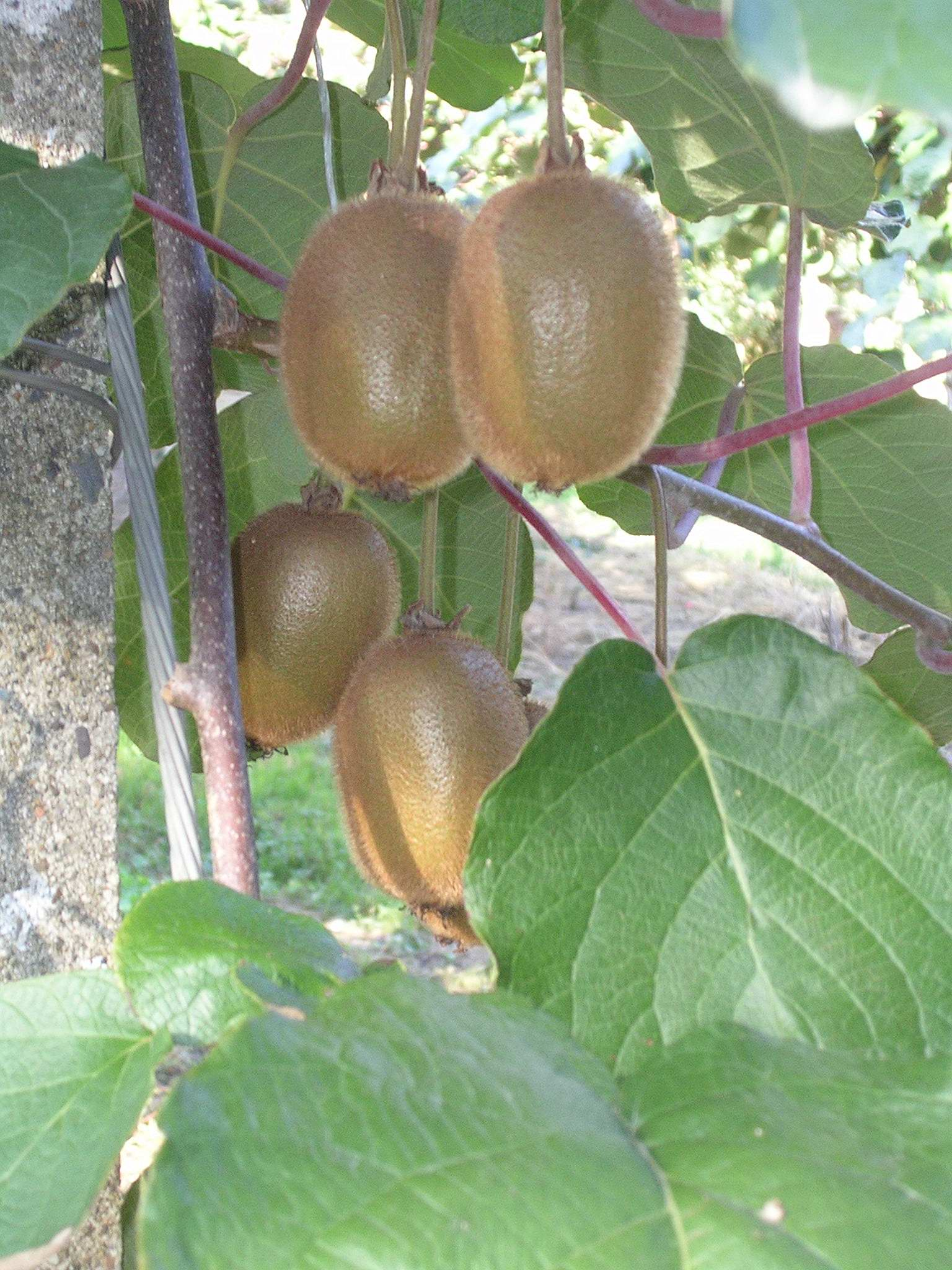
Production fruitière de « kiwis de l'Adour ».
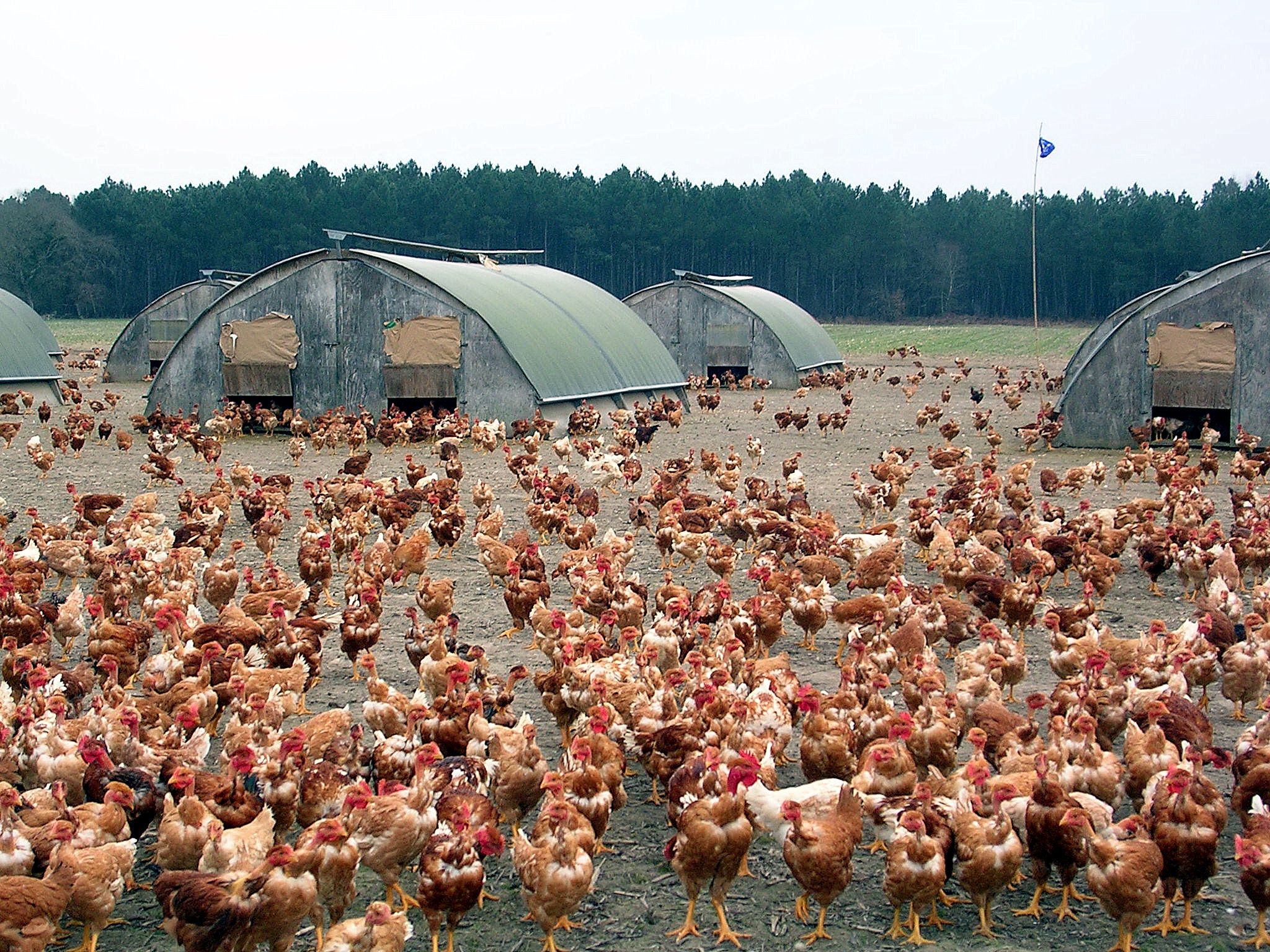
Élevage de « volailles des Landes ».

### Vie nocturne
La discothèque Le Byblos, située sur le territoire de la commune le long de la route départementale 933, ouvre au public le vendredi 3 septembre 1976. En novembre 1979, en pleine vague disco, le chanteur Francis Cabrel, alors âgé de 26 ans, y donne une représentation devant un public qui exprime bruyamment son désaccord avec ce choix de programmation. L'établissement change plusieurs fois de nom au cours de ses années d'exploitation : Le 933, L'Atmosphère, Le Forum, Le Rétro, Le Métropolys. En 2024 ont lieu des travaux de réaménagement pour en faire, avec une superficie de 1 000 m2, le deuxième plus grand club libertin de France.

## Culture locale et patrimoine

### Lieux et monuments
- Église de Saint-Christau (XIIIe siècle), avec son clocher-mur typique des Landes. Cette dernière a été rebâtie en 1563, après son saccage et le massacre d'habitants par les troupes huguenotes de Montgomery[55]. À noter, dans l'enclos, la tombe de Bertrand Petit Loustau, ancien garde du corps de Louis XVI, mort à Benquet en 1831. Présence également de la sépulture d'un chevalier, compagnon de Saint Louis. Le son de la plus petite cloche de l'église a la réputation d'écarter l'orage et la grêle.
- Château de Laurens Castelet, propriété privée non ouverte à la visite. Le site est acheté aux enchères au XIXe siècle par le marquis de Cornulier, surnommé l'« ami des pauvres ». L'aile gauche, la plus ancienne, est bâtie en 1872. Il y avait dans la commune un château plus ancien appelé château vieux[24]. Un cèdre centenaire est visible sur le domaine.
- Église Saint-Jean-Baptiste de Benquet (1888). L'autel est l'œuvre du sculpteur landais Jean-Éloi Ducom, qui s'est inspiré de La Cène du peintre Léonard de Vinci.
- Monument aux morts, également l'œuvre de Jean-Éloi Ducom[56].

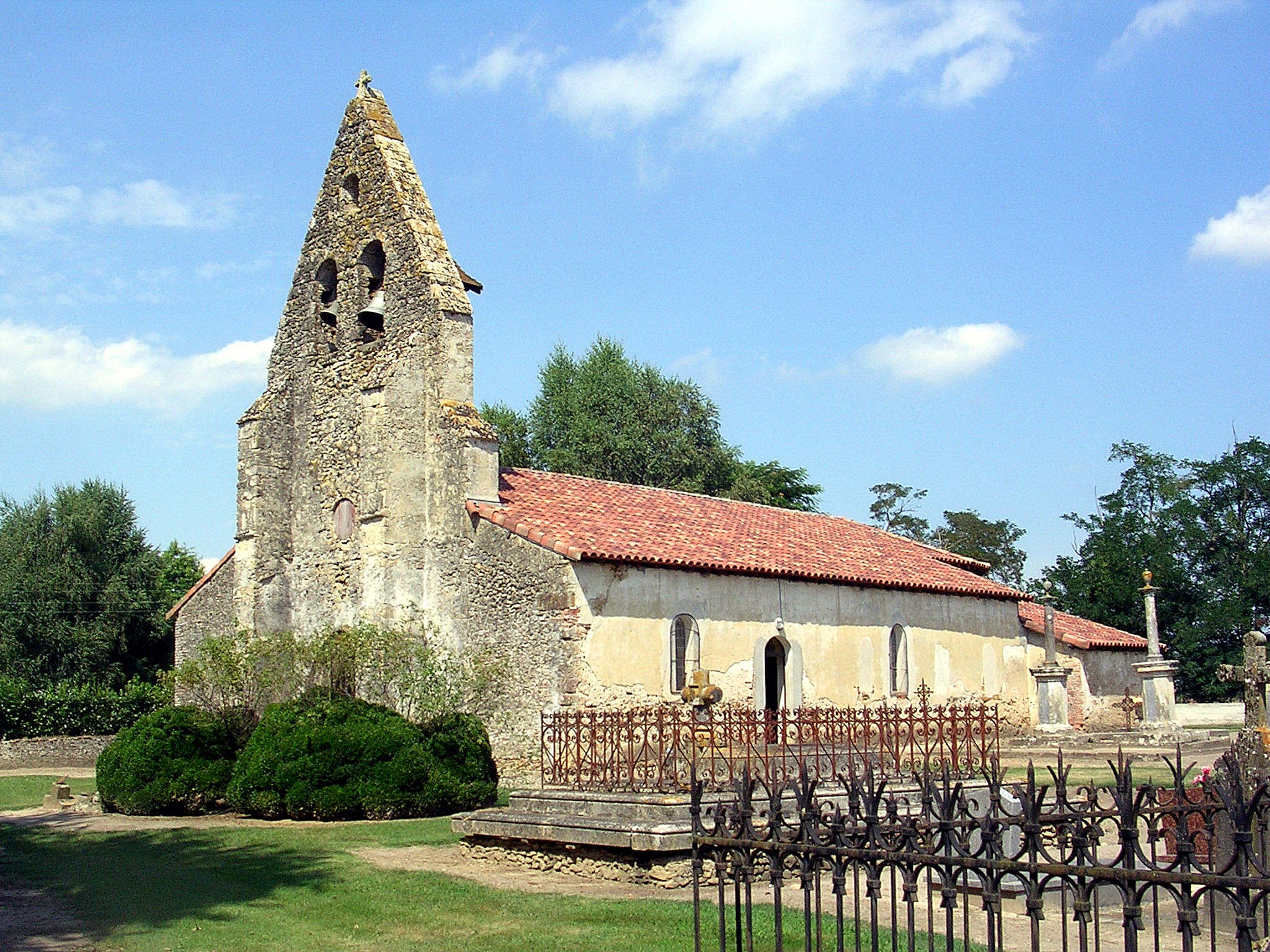
Église de Saint-Christau.
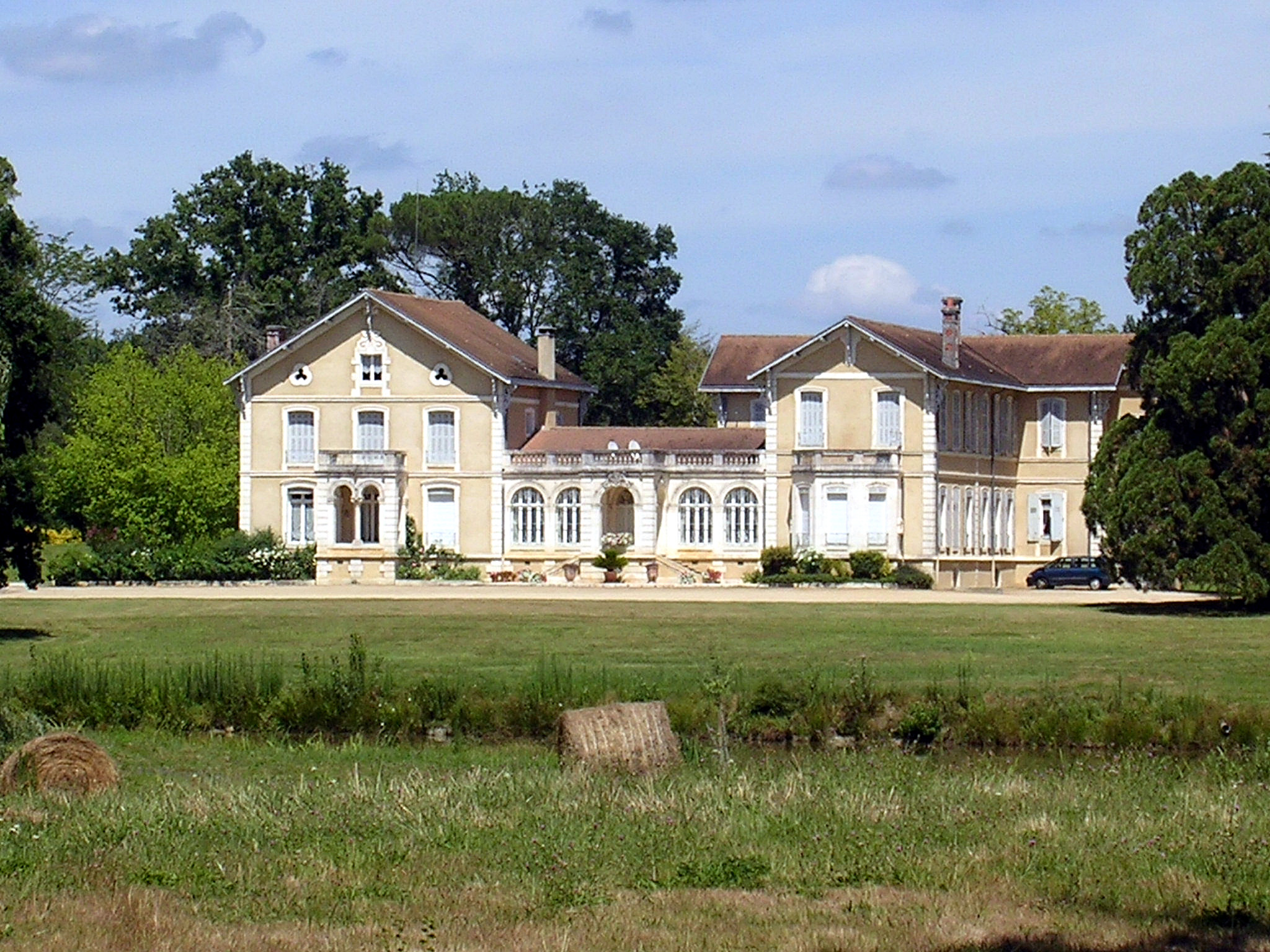
Château de Laurens Castelet.
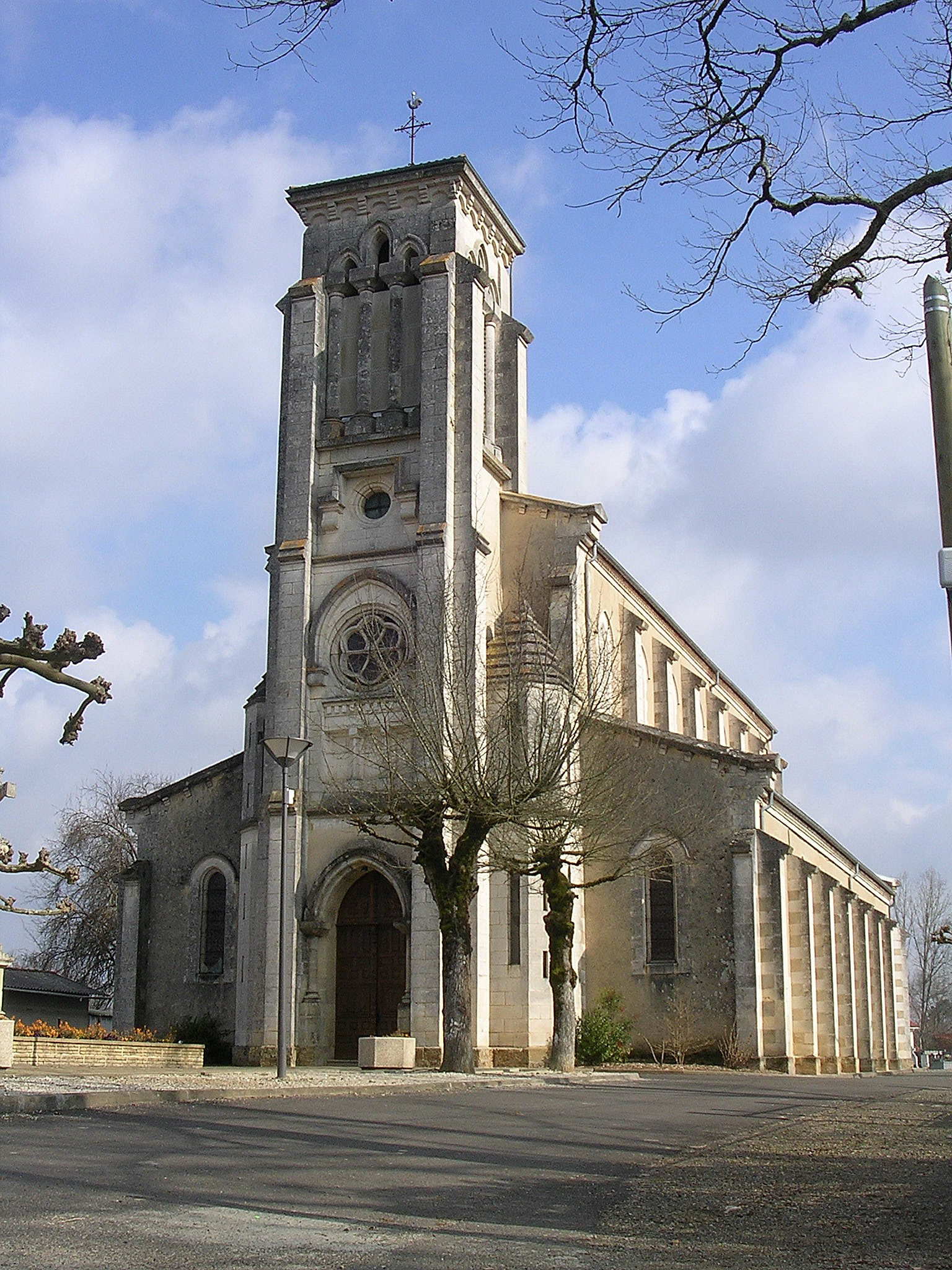
Église Saint-Jean-Baptiste de Benquet.
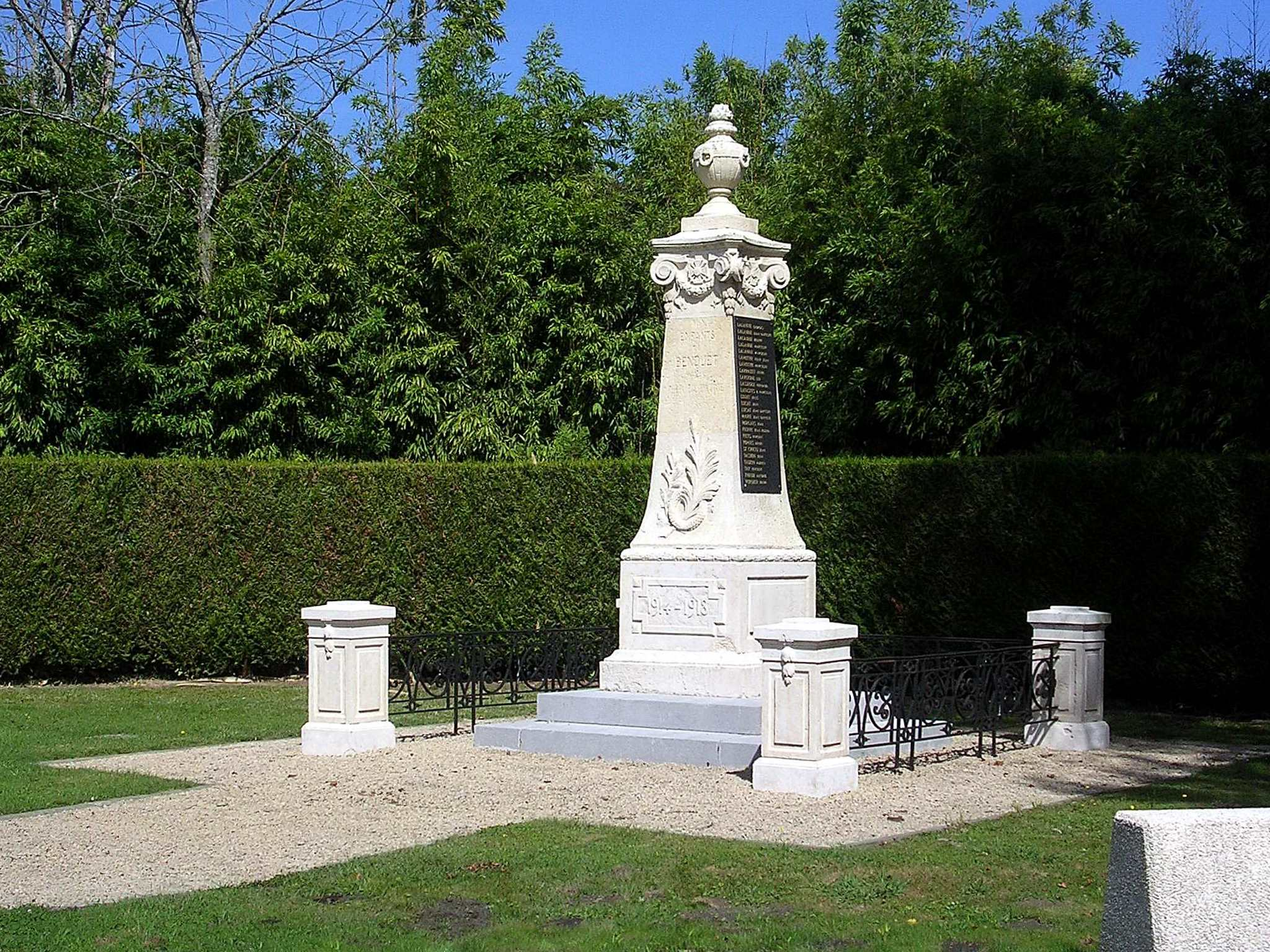
Monument aux morts[57], œuvre de Jean-Éloi Ducom. (Détails du monument en 3D)

- La mairie de Benquet est une ancienne chapelle, comme l'atteste la présence d'une cloche au sommet de l'édifice et d'un angelot sculpté à l'intérieur. Sous l'ancien régime, cette chapelle était attachée à la résidence seigneuriale dite « Château Vieux », dont il reste une grande bâtisse de nos jours, et portait le nom de « chapelle Sainte-Marie-du-Bourg ». Elle se situait sur la même paroisse que l'église Saint-Jean, qui sera remplacée en 1888 par l'actuelle église Saint-Jean-Baptiste (l'autre paroisse de Benquet était celle de Saint-Christau, avec l'église Saint-Christophe). En 1790, la Révolution française interdit le culte, et on installe dans cet édifice la municipalité et une école publique. La mairie occupe toujours l'édifice, l'école a investi depuis des locaux plus modernes[35].
- Château d'Artiguères : édifice en ruines accueillant dans la deuxième moitié du XXe siècle sur un domaine de 20 hectares l'ancienne École départementale d'enseignement ménager agricole des Landes, destinée à la formation des filles d'agriculteurs, devenue en 1963 le Collège agricole féminin des Landes. Ce centre de formation préparait les élèves au brevet d'enseignement agricole féminin[58]

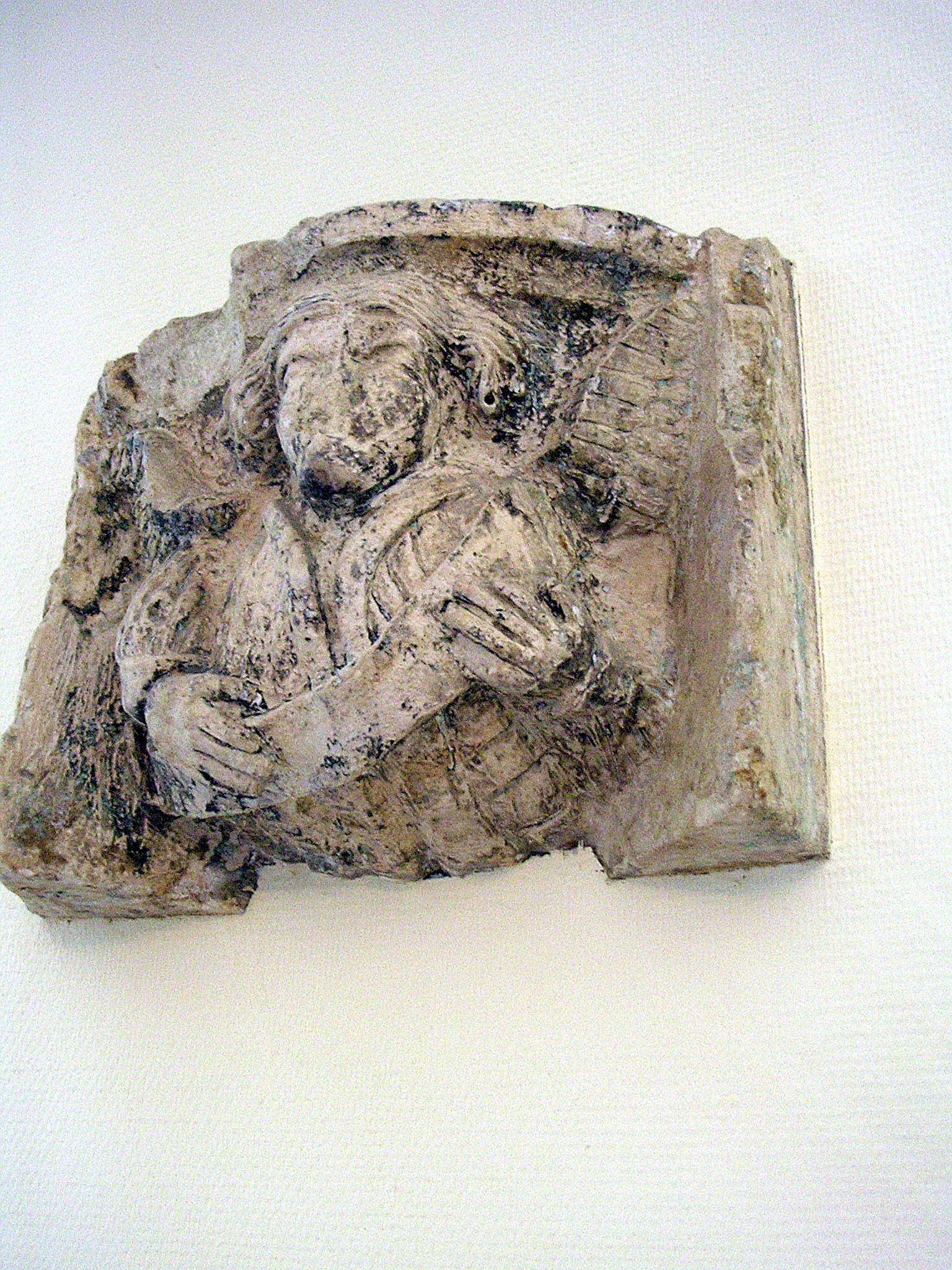
Angelot sculpté de la mairie de Benquet.

### Saint Jacques-de-Compostelle
Benquet est une étape du chemin de Saint-Jacques sur la voie limousine. L'actuelle route Saint-Jacques emprunte un tronçon de l'itinéraire historique du Camin Sin Yaques, et le lieudit l'Espitaou marque la présence d'un ancien hôpital, accueillant les pèlerins au Moyen Âge. Une source dite « miraculeuse » sur une propriété privée, à proximité de l'église de Saint-Christau, a la réputation de pouvoir guérir les maladies de peau.

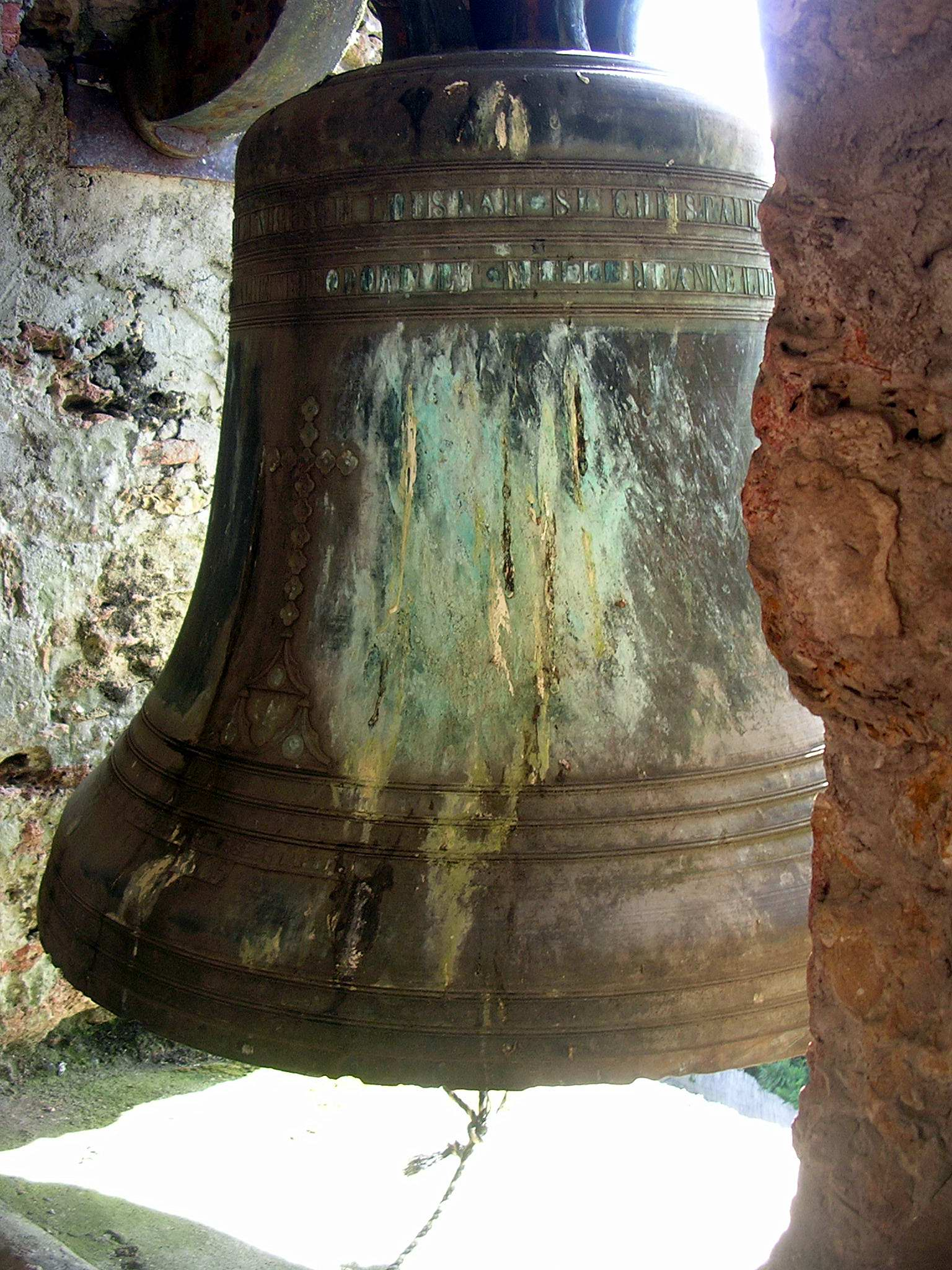
Une des cloches de l'église de Saint-Christau.
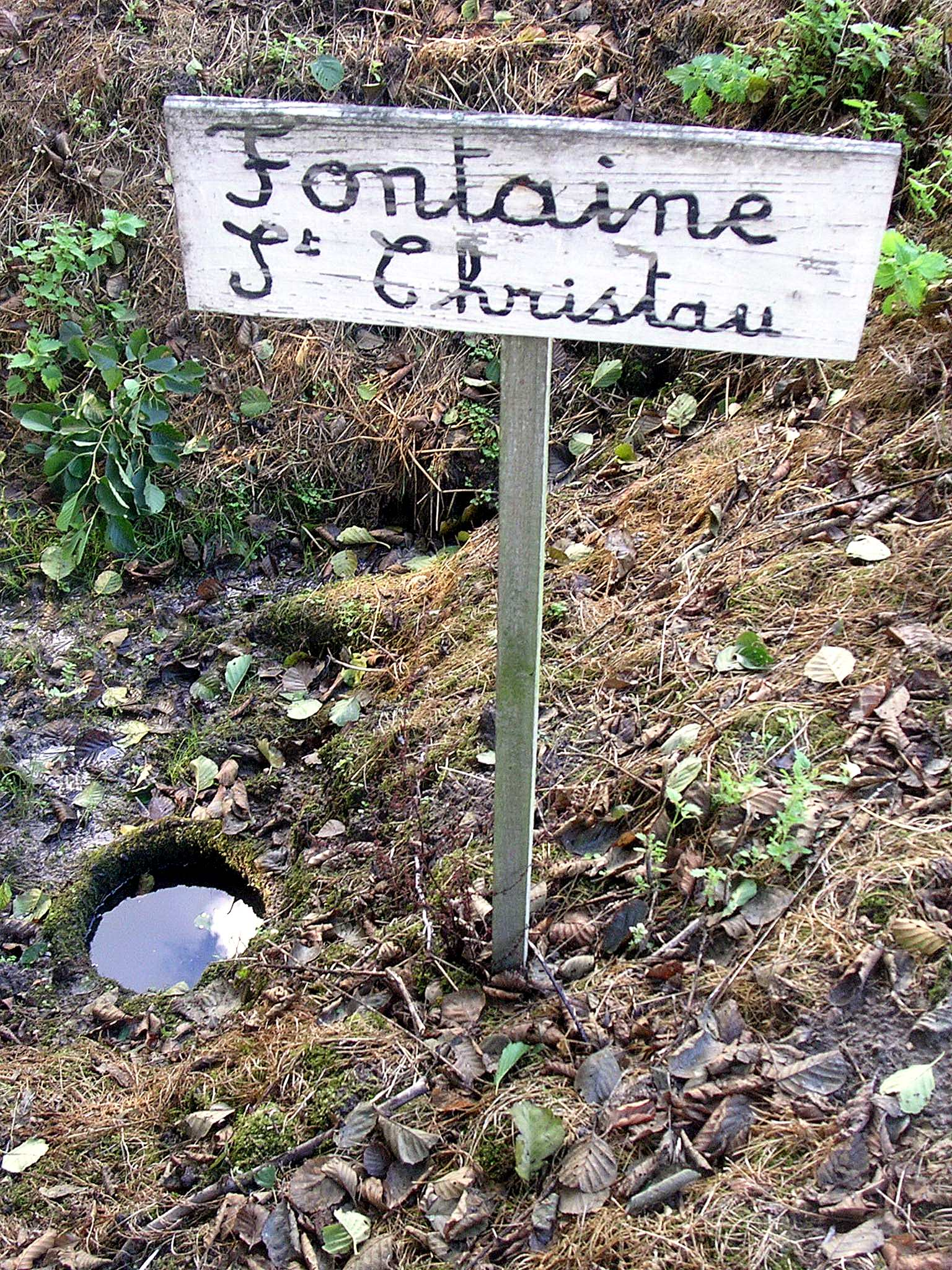
Fontaine Saint-Christau a la réputation de guérir l'eczéma et les maladies de peau[62].

### Personnalités liées à la commune
- Jehan Bernard de Benquet est sénéchal de Marsan et de Gabardan pour le compte du prince de Navarre au cours du XVe siècle[24].
- Géraud de Benquet, seigneur d'Arblade-Brassal, né à Benquet au XVe siècle, est un diplomate du roi Louis XI. En remerciement des services rendus à la maison de Bourbon et au comte de Beaujeu, il est nommé capitaine et gouverneur des seigneuries de Manciet et Eauze. Il est confirmé dans ces commandements en décembre 1485 par le roi Charles VIII, sous la tutelle de la régente Anne de Beaujeu, fille de Louis XI[28].
- Jeanne d'Albret séjourne deux jours à Benquet, probablement en 1555 alors qu'elle fait son entrée dans ses États à la suite du décès à Hagetmau de son père, Henri II de Navarre. Elle est accompagnée de son mari Antoine de Bourbon et leur fils âgé d'un an et demi, le futur roi Henri IV. Elle loge avec son fils au château vieux. Sa chambre est à l'angle sud est, au premier étage[28].
- Jean-Baptiste Papin, premier comte de Saint-Christau, homme politique et juriste français, inhumé au Panthéon de Paris.
- Joseph Dominique Papin, fils du précédent, né le 5 août 1784 à Aire-sur-l'Adour, deuxième comte de Saint-Christau, trésorier général des Invalides, conseiller général des Landes et maire de Benquet de 1835 à 1841, où il meurt le 6 octobre 1841 (inhumé dans le cimetière communal, aux côtés de sa mère, Marie Baptiste de Francine, née le 16 février 1762 à Saint-Sébastien, décédée à Benquet le 24 mai 1827).
- Marquis de Cornulier, surnommé l'« ami des pauvres », fondateur du château de Benquet, inhumé au cimetière de Benquet.
- Eugène Labayle, officier benquetois ayant participé à la bataille de Wagram. Grièvement blessé, il est amputé de la jambe gauche. Il reçoit la médaille de Sainte-Hélène. Retiré à Juite[63], il manifeste une vénération pour Napoléon, et se recueille matin et soir devant une statuette de l'empereur[28].
- Jean-Baptiste Guillaume Labayle, officier d'Académie, mairie de Benquet (1850 à 1853 puis de 1860 à 1870), fondateur de la société de secours mutuel, mort à Benquet le 29 août 1886 à l'âge de 83 ans (inhumé dans le cimetière communal).
- Jean Harambat, dessinateur et auteur de bandes dessinées, a passé son enfance dans la commune.